# La figlia di Caino
La figlia di Caino (The Shrike) è un film del 1955 diretto da José Ferrer, basato sull'opera teatrale The Shrike di Joseph Kramm.